# Utrecht (provincie)
Utrecht (uitspraakⓘ) is met een landoppervlakte van 1.485 km² de op een na kleinste provincie van Nederland. In 2019 telde de provincie 1.342.158 inwoners.
De dichtbevolkte en centraal gelegen provincie wordt deels tot de Randstad gerekend. De hoofdstad en grootste stad is Utrecht (inw. 374.238). Deze stad was het centrum van het bisdom of Sticht Utrecht dat de voorloper was van de huidige provincie. De op een na grootste stad van de provincie is Amersfoort (inw. 161.852), gevolgd door Veenendaal (inw. 69.440), Zeist (inw. 66.641) en Nieuwegein (inw. 65.971).

## Geschiedenis
Het regionale bestuur van Utrecht bestaat al sinds de 7e eeuw, hoewel het als een noordelijke Romeinse garnizoensplaats (Traiectum) al een functie had gehad in het bestuur van de omliggende streek. Na het vertrek van de Romeinen streden lokale volkeren om de regio, maar verviel het machtscentrum, toen (Uut-)Trecht genoemd, tot een ruïne. De regio bleef in die tijd wel druk bewoond. Pas in de late 7e eeuw vestigde zich weer een lokale macht, de Bisschop Willibrord. Daarna werd vanuit de stad een groot deel van de noordelijke Nederlanden gekerstend en later ook bestuurd onder het Sticht. Utrecht kon zich deze machtige positie aanmeten dankzij zijn centrale ligging tussen het Duitse achterland en de kust (via de oude Rijn richting Leiden, waar ook een Romeinse garnizoensplaats was geweest), en door steun van andere Katholieke bisdommen, voornamelijk in Duitsland. In oorlogen met steden in Holland verloor de regio Utrecht delen van haar territorium, en haar macht brokkelde af door het verschuiven van de belangrijkste handelsroutes van de binnenwateren richting de kustgebieden. Aan het einde van de middeleeuwen nam de macht van de stad (en regio) verder af, toen andere delen van de Nederlanden zich economisch sterk gingen ontwikkelen (in 14e eeuw Vlaanderen en vanaf de 15e eeuw Holland). Het onafhankelijke regionaal bestuur bleef echter intact, en werd pas tijdelijk bedreigd in de 18e eeuw, toen de stadhouder van Holland een burgeropstand van de Patriotten in Utrecht in 1787 liet neerslaan door een Duits huurleger. Ook daarna werd het lokaal gezag hersteld, hoewel aangewezen vanuit Den Haag. Na de bezetting van Nederland door Napoleon werd het zelfbestuur van de provincie afgeschaft, en werd Utrecht onderdeel van het Zuiderzeedepartement, samen met Noord-Holland. Ook probeerde Napoleon een indeling waarbij Utrecht samen ging met Gelderland. Met de bevrijding van Nederland in 1814 werd de provincie Utrecht in ere hersteld.

### Fusie met Noord-Holland en Flevoland
In 2011 kwam het kabinet-Rutte I met plannen om de provincie Utrecht samen te voegen met Noord-Holland en Flevoland. Deze plannen werden na zware kritiek vanuit diverse bestuurslagen en reacties van onder meer de Utrechtse bevolking door een Kamermeerderheid verworpen. Het kabinet Rutte-II stelde twee jaar later echter alsnog een vergelijkbare herindeling voor. Als het aan verantwoordelijk minister Plasterk lag, werd de herindeling doorgevoerd in 2016 (aanvankelijk golden de plannen voor 2015). Uit een enquête van EenVandaag bleek echter dat een fusie met Noord-Holland voor de Utrechtse bevolking de minst gewenste optie was. Ook volgens provinciale en gemeentelijke ambtenaren is er in de Provincie Utrecht geen draagvlak voor een fusie met Noord-Holland. Ook de samenhangende plannen voor gemeentelijke herindelingen kregen kritiek van lokale bestuurders. Ook vanuit de provincies Flevoland en Noord-Holland is er veel verzet gerezen. Door het ontbreken van voldoende steun in het parlement - met name in de Eerste Kamer - heeft minister Plasterk gemeend om het fusieplan in juni 2014 in te moeten trekken.

## Geografie

### Aangrenzende provincies
Utrecht grenst in het westen en zuidwesten aan Zuid-Holland, in het oosten en zuidoosten aan Gelderland, in het noordwesten aan Noord-Holland en in het noordoosten aan het Eemmeer, een van de Randmeren. De zuidgrens wordt gedeeltelijk gevormd door de Nederrijn en de Lek.

### Uitwisselen gemeenten tussen Zuid-Holland, Utrecht en Noord-Holland
Het grondgebied is sinds 1970 een aantal keren uitgebreid, beginnend met Oudewater, in 1989 zowel met Gein-Oost en Gein-West (van Amsterdam naar Abcoude) als met Woerden. In 2002 werd de gemeente Vianen aan de provincie toegevoegd. De drie gemeenten Oudewater, Woerden en Vianen behoorden daarvoor tot Zuid-Holland. In 2002 verloor de provincie het grondgebied van de voormalige gemeente Loosdrecht aan de provincie Noord-Holland, toen deze opging in de gemeente Wijdemeren. Op 1 januari 2019 zijn de Zuid-Hollandse gemeenten Leerdam en Zederik deel gaan uitmaken van de nieuwgevormde gemeente Vijfheerenlanden. Daarmee kreeg de Provincie Utrecht zo'n 35.000 inwoners erbij en groeide met 110,92 km². Deze uitbreiding heeft ervoor gezorgd dat Utrecht niet langer de kleinste provincie van Nederland is.

### Landschappelijke indeling
Utrecht kent een grote verscheidenheid aan landschappen. Centraal ligt de hoofdstad Utrecht met forensenplaatsen als Nieuwegein en Houten in het zuiden en Maarssen in het noorden. Ten zuidwesten van dit stedelijk gebied ligt de landelijke Lopikerwaard en ten noordwesten ervan het veenweidegebied rond Vinkeveen en Mijdrecht. De stad Woerden ligt halverwege deze Groene Hart-regio's.
Noordelijk van de stad Utrecht liggen de Vechtstreek en de Loosdrechtse Plassen, beide belangrijke recreatiegebieden.
Het oosten van de provincie wordt doorsneden door de Utrechtse Heuvelrug. Langs de zuidflank van deze oude stuwwal liggen lommerrijke plaatsen als Zeist, Driebergen-Rijsenburg en Doorn. De Heuvelrug loopt tot aan Rhenen.
Tussen de Heuvelrug en de Rijn bevindt zich het landelijke Kromme Rijngebied, dat met zijn fruitteelt aansluit op de Betuwe aan de zuidkant van de rivier. Het stadje Wijk bij Duurstede is hier het centrum van.
Aan de andere kant van de Heuvelrug ligt de Gelderse Vallei met de grote plaats Veenendaal. De noordoosthoek van de provincie wordt in beslag genomen door de stad Amersfoort en het poldergebied van het Eemland. Aan de voormalige Zuiderzee ligt de karakteristieke plaats Bunschoten-Spakenburg.
Wat de waterwegen betreft is de hoofdstad opnieuw het centrum van de provincie: de Kromme Rijn, een aftakking van de Rijn, splitst zich in Utrecht in de Vecht en de Leidse Rijn, die later Oude Rijn wordt. Vanaf de aftakking van de Kromme Rijn, bij Wijk bij Duurstede, heet de Nederrijn Lek. Het noordoosten van de provincie wordt beheerst door de rivier de Eem en het zuidoosten door het Valleikanaal (Grebbe).
De provincie wordt van noord naar zuid doorsneden door het Amsterdam-Rijnkanaal, dat door de stad Utrecht loopt.
Utrecht en Amersfoort zijn de twee grote historische steden van de provincie. Veel kleiner zijn de stadjes: Woerden, IJsselstein, Baarn, Wijk bij Duurstede, Bunschoten, Vianen, Rhenen, Montfoort, Oudewater en Eemnes.

### Grootste woonplaatsen naar inwonertal

Bevolkingspiramide

| Nº | Naam                  | Inwoners |
| -- | --------------------- | -------- |
| 1  | Utrecht               | 323.020  |
| 2  | Amersfoort            | 161.852  |
| 3  | Veenendaal            | 69.440   |
| 4  | Nieuwegein            | 65.970   |
| 5  | Zeist                 | 55.215   |
| 6  | Houten                | 47.305   |
| 7  | Maarssen              | 39.565   |
| 8  | Woerden               | 39.325   |
| 9  | Soest                 | 39.235   |
| 10 | IJsselstein           | 33.420   |
| 11 | Vleuten               | 28.145   |
| 12 | Baarn                 | 25.065   |
| 13 | Bilthoven             | 23.215   |
| 14 | Leusden               | 23.065   |
| 15 | Bunschoten Spakenburg | 22.620   |
| 16 | De Meern              | 21.980   |
| 17 | Rhenen                | 20.235   |
| 18 | Leerdam               | 20.095   |
| 19 | Driebergen-Rijsenburg | 19.000   |
| 20 | Wijk bij Duurstede    | 18.100   |
| 21 | Vianen                | 16.895   |
| 22 | Mijdrecht             | 16.275   |

## Politiek
Utrecht wordt in de periode 2023-2027 bestuurd door een coalitie van GroenLinks, VVD, D66, CDA en PvdA. Sinds 1 februari 2019 is Hans Oosters commissaris van de Koning.

## Gemeenten

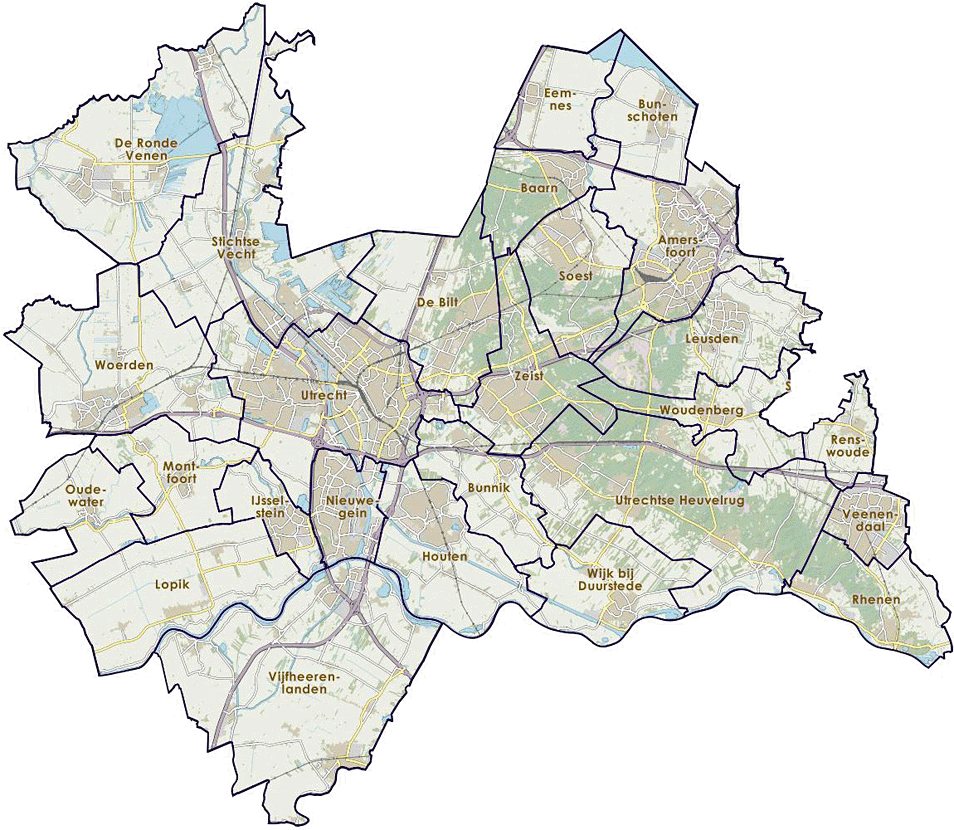
Provincie Utrecht, indeling van gemeenten per 2019.

Utrecht is opgedeeld in 26 gemeenten.
- Amersfoort
- Baarn
- De Bilt
- Bunnik
- Bunschoten
- Eemnes
- Houten
- IJsselstein
- Leusden
- Lopik
- Montfoort
- Nieuwegein
- Oudewater
- Renswoude
- Rhenen
- De Ronde Venen
- Soest
- Stichtse Vecht
- Utrecht
- Utrechtse Heuvelrug
- Veenendaal
- Vijfheerenlanden
- Wijk bij Duurstede
- Woerden
- Woudenberg
- Zeist

## Trivia
- Inwoners van, of mensen geboren in de provincie Utrecht werden vooral in het verleden aangeduid als Stichtenaren.

## Afbeeldingen

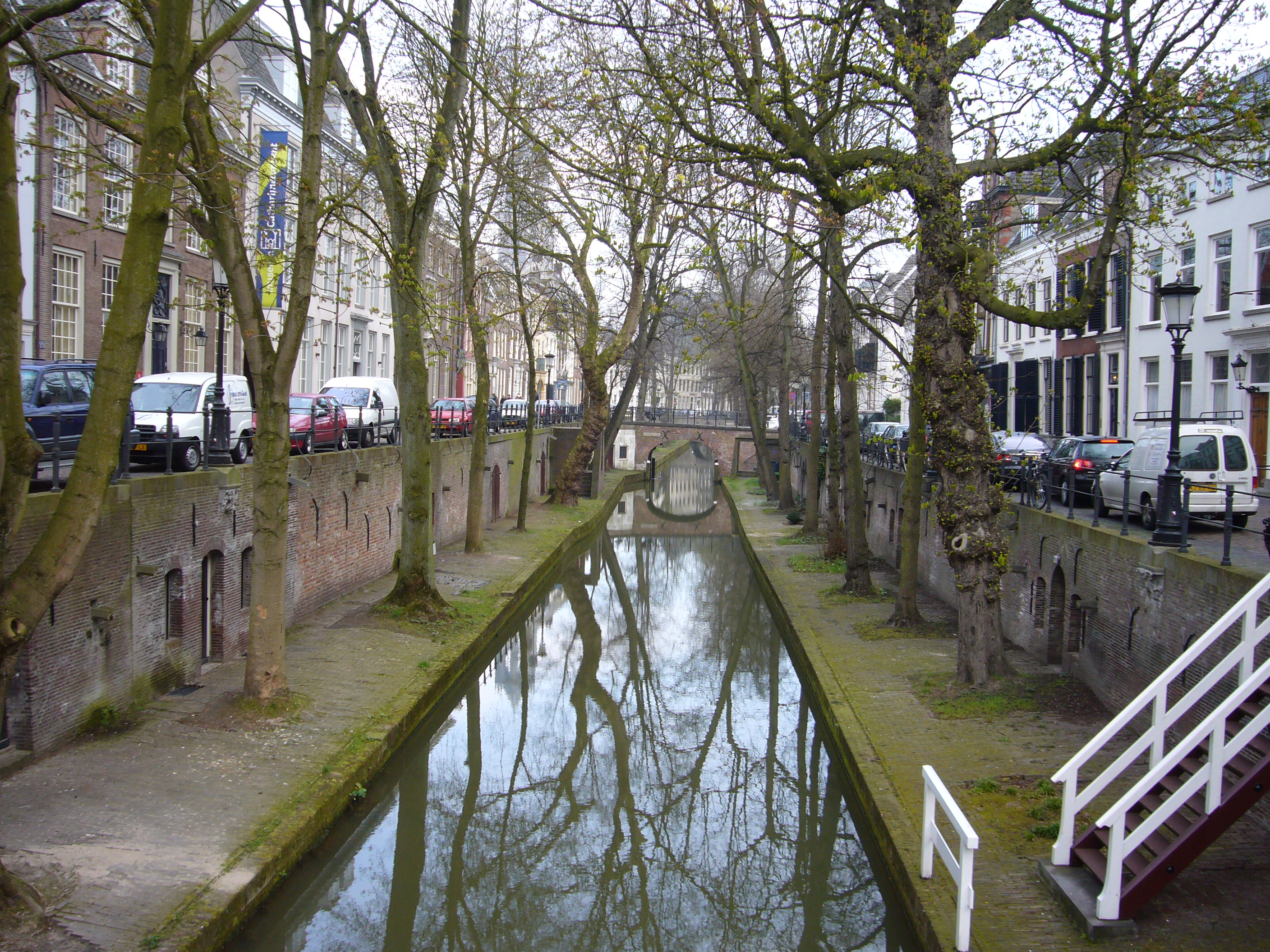
Nieuwegracht in de binnenstad van Utrecht
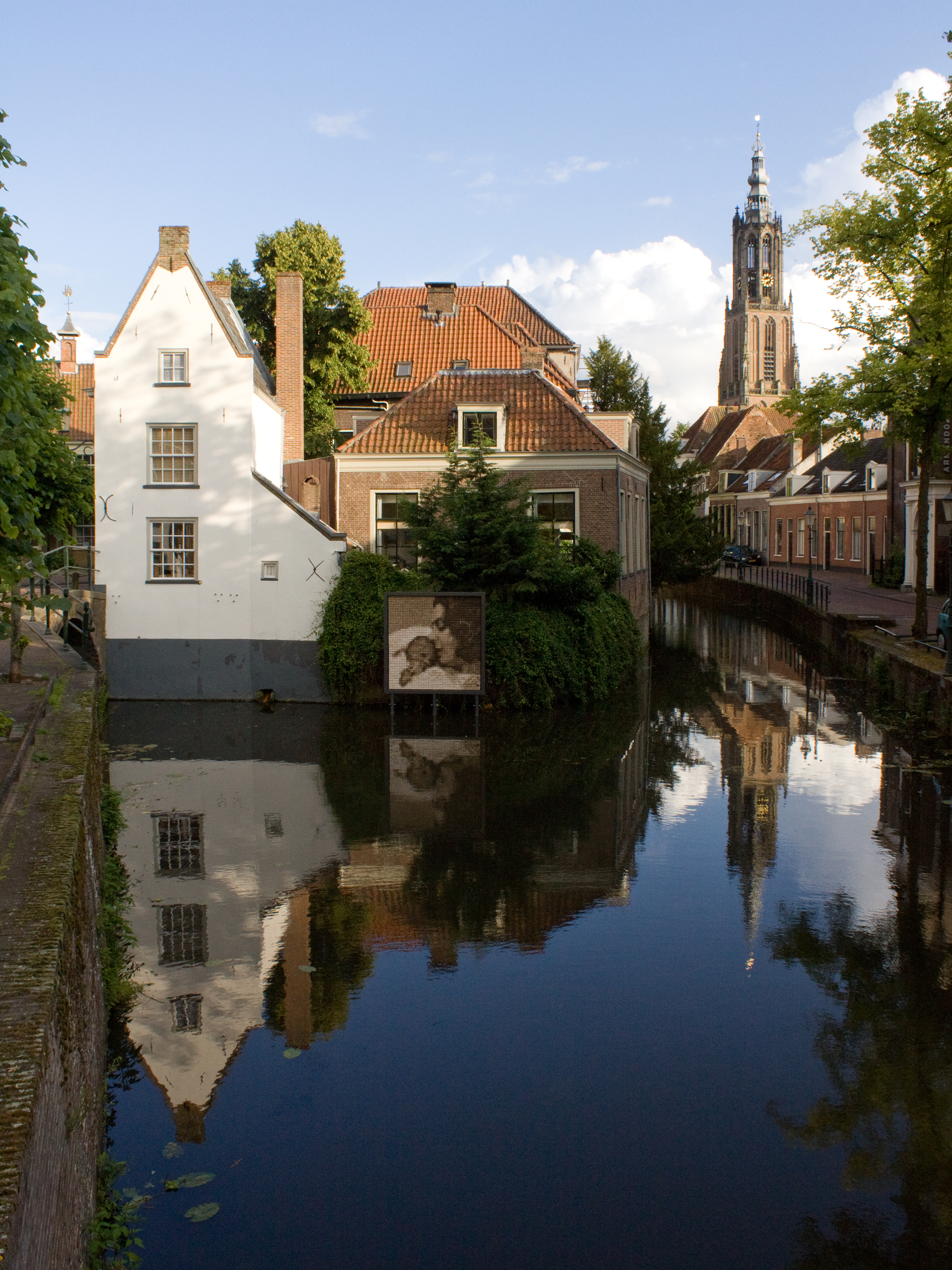
Onze Lieve Vrouwetoren in Amersfoort
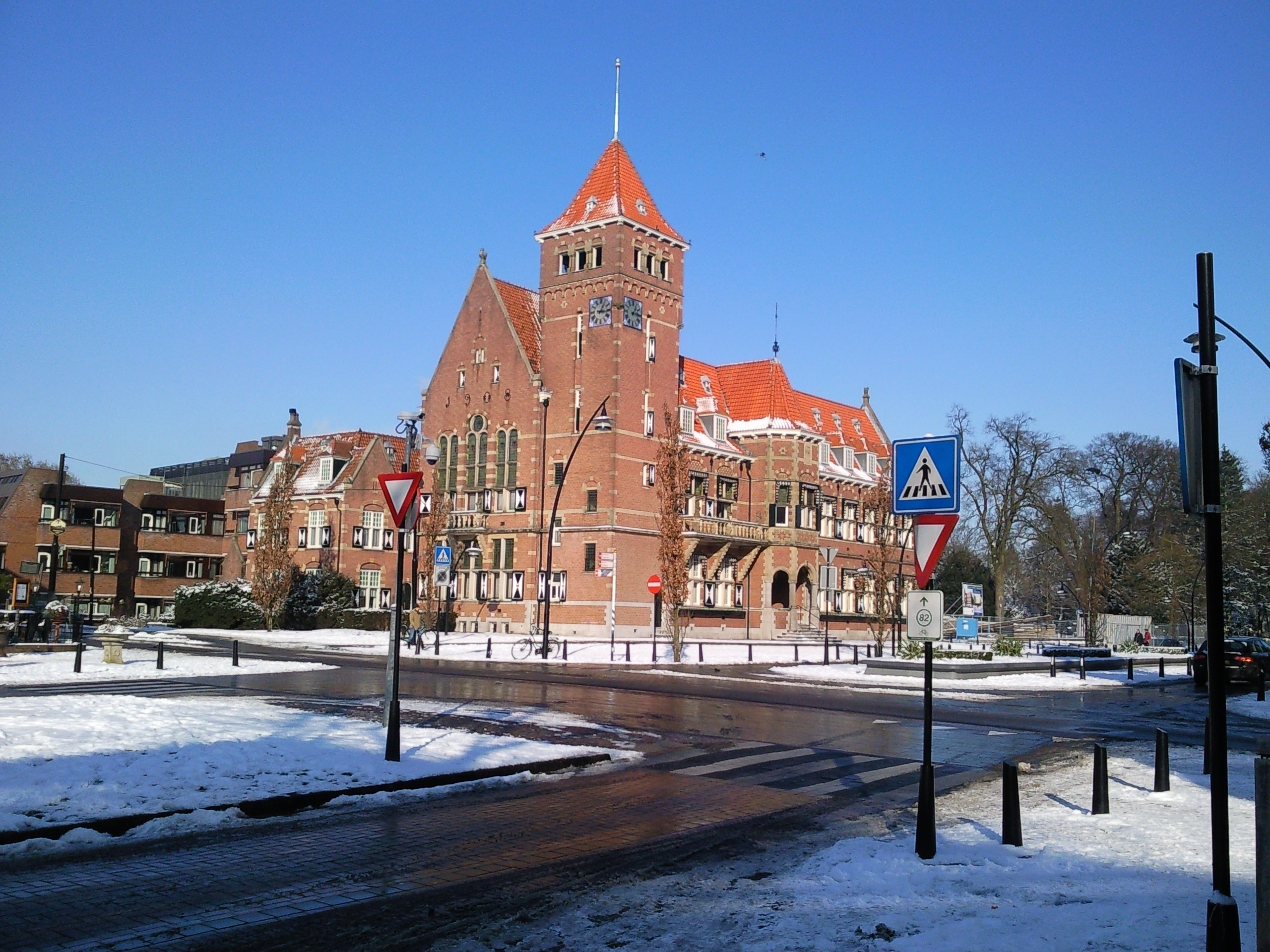
Gemeentehuis van Zeist
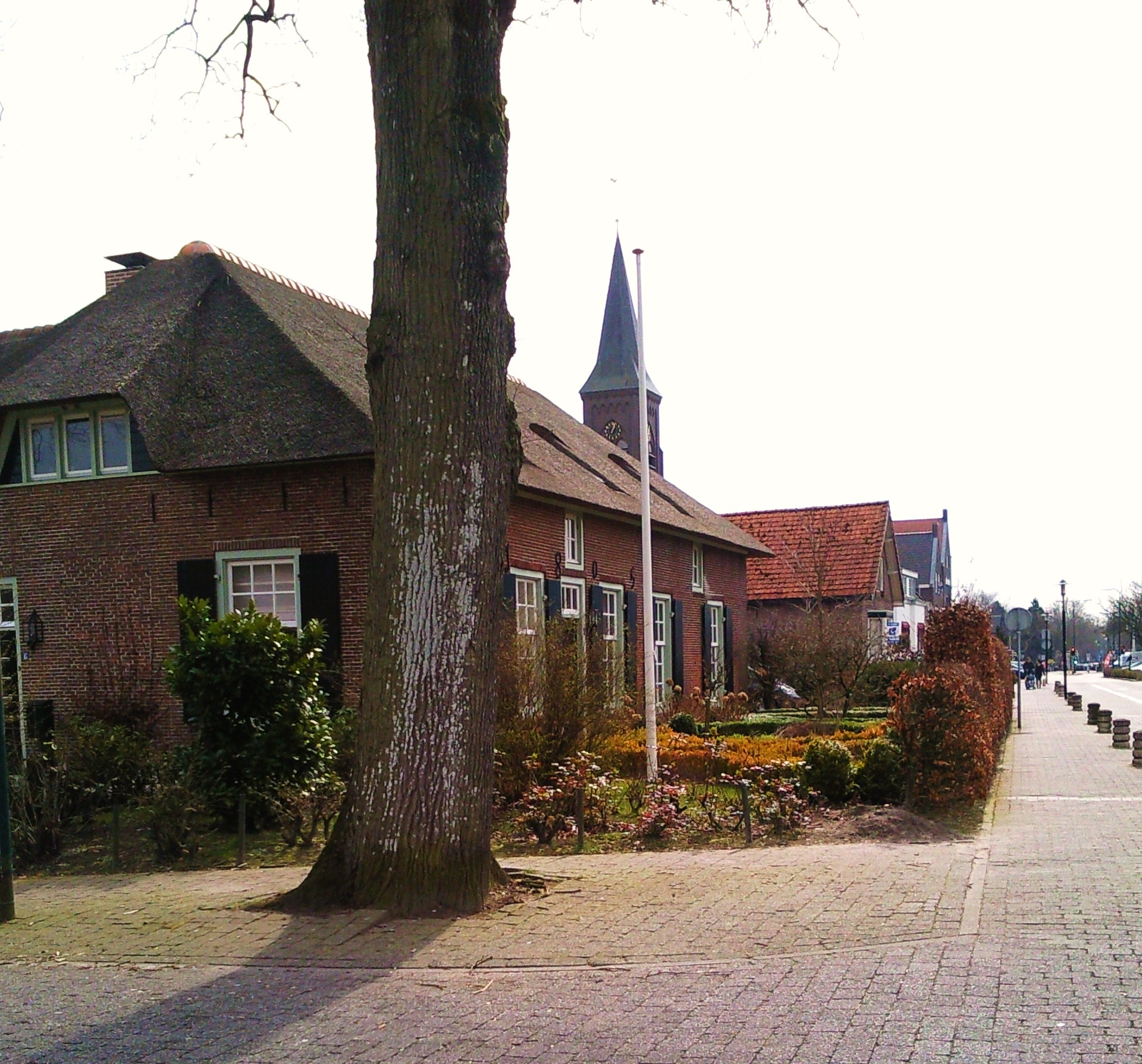
Dorpsgezicht in Leusden
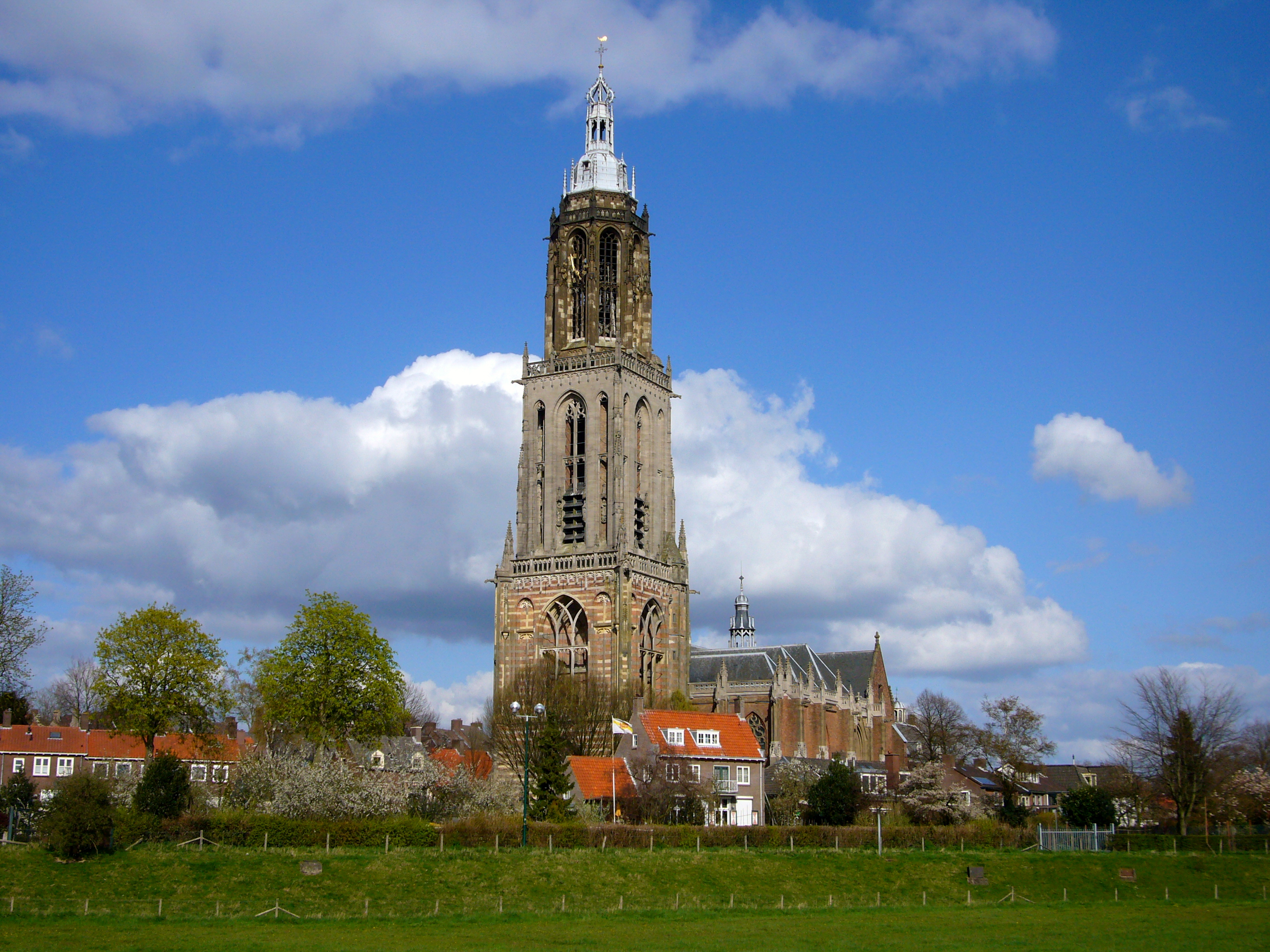
Cunerakerk in Rhenen
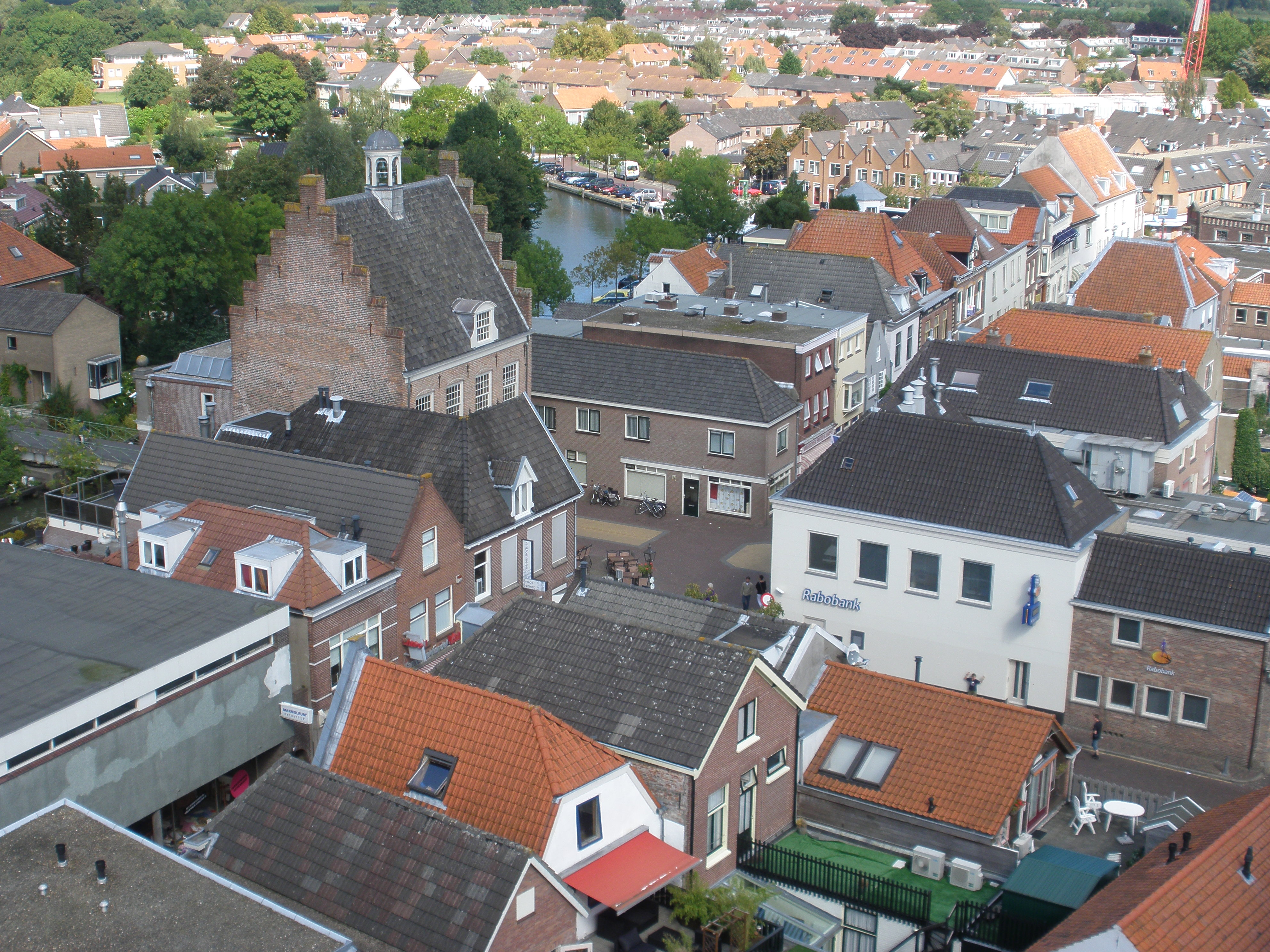
Binnenstad van Montfoort
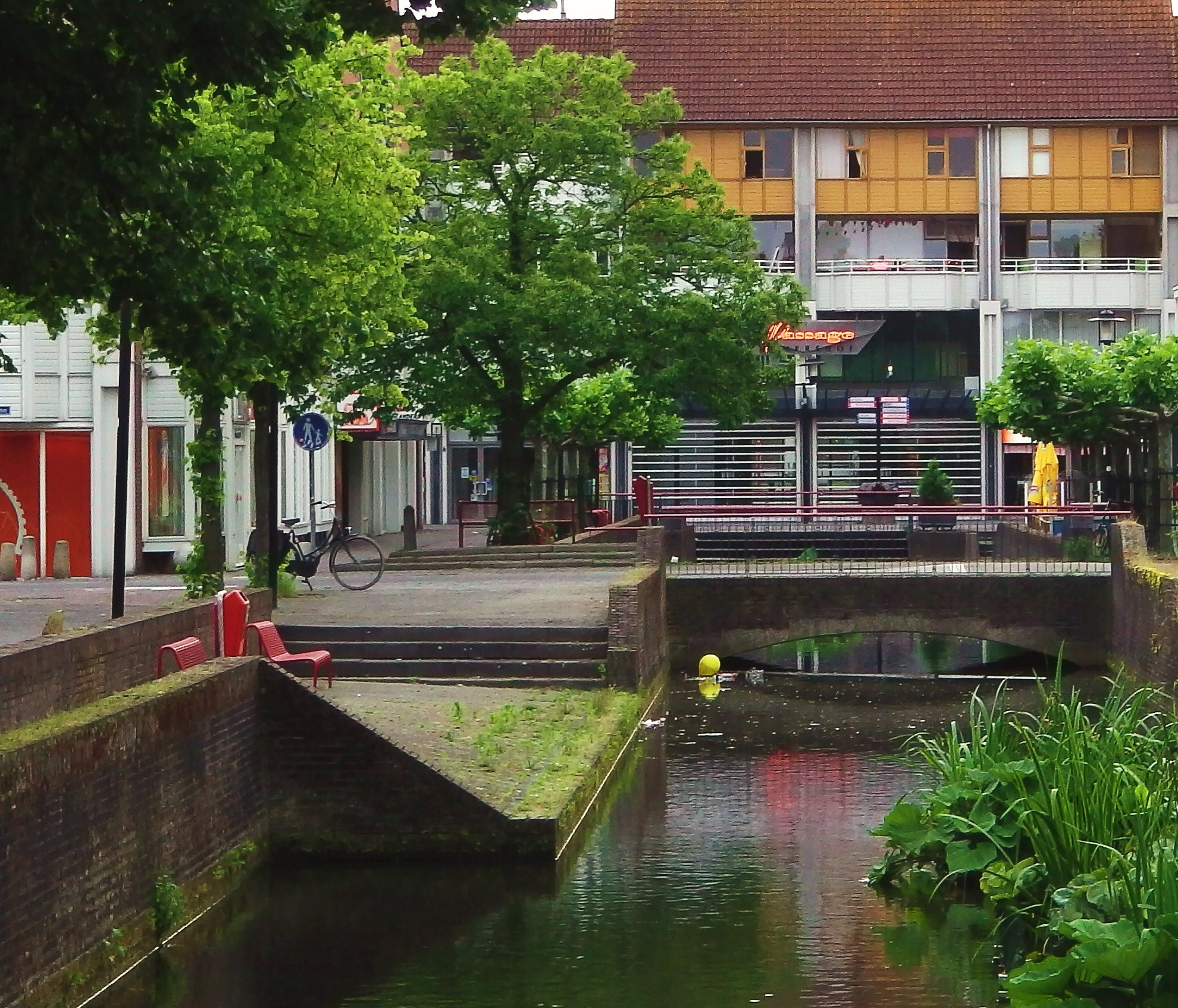
Gracht in het centrum van Leusden
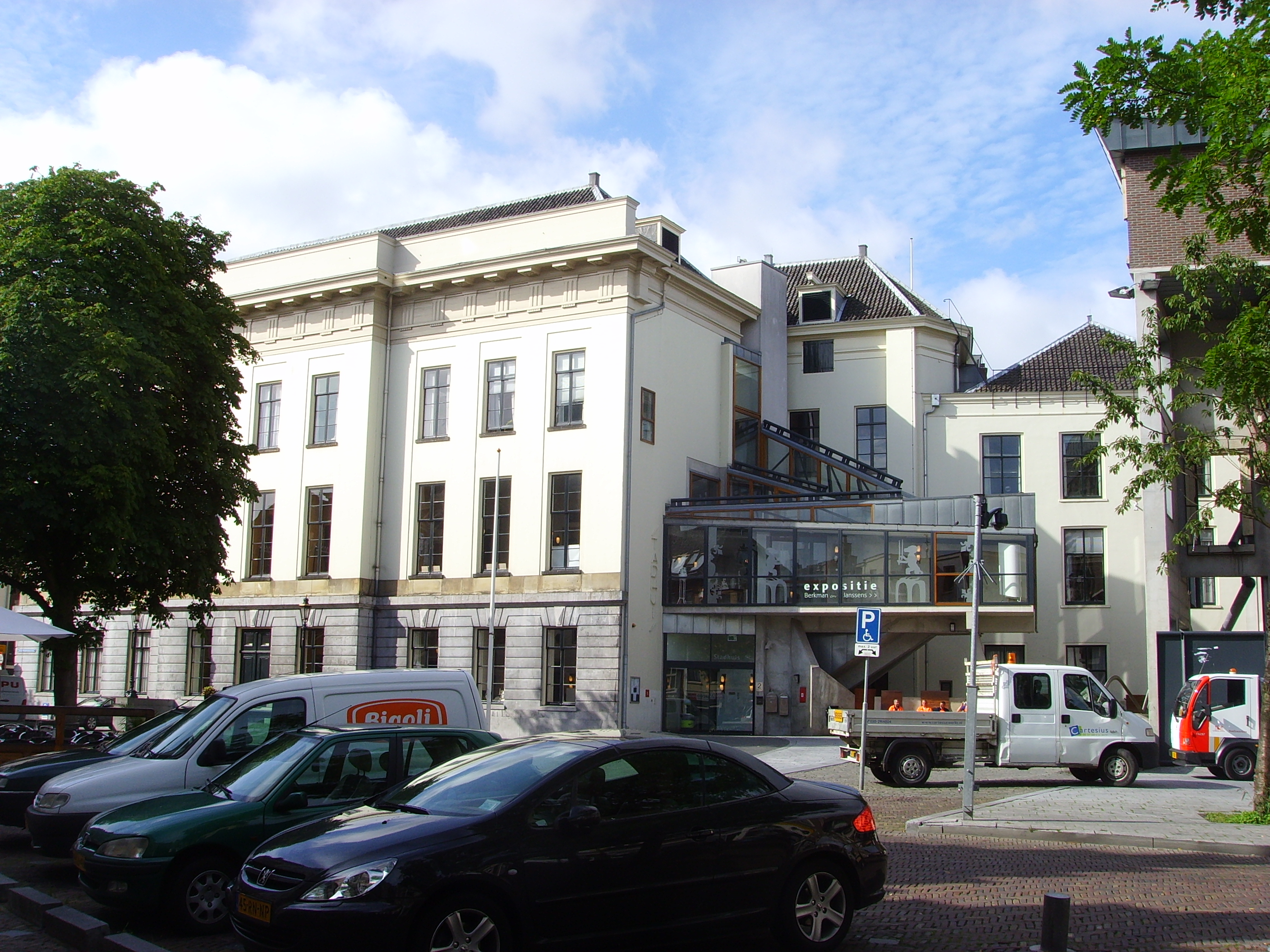
Achterzijde van het stadhuis van Utrecht
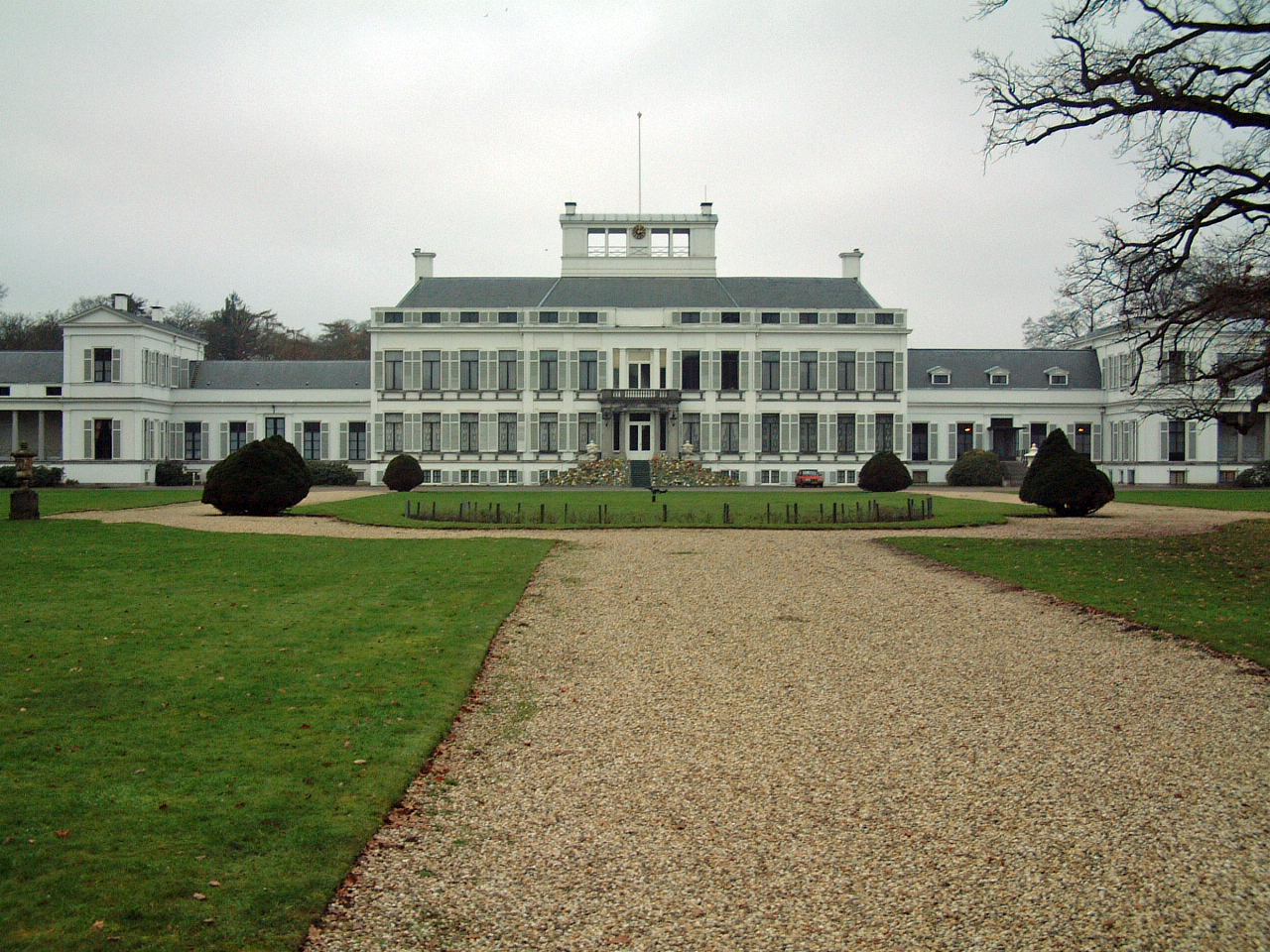
Paleis Soestdijk
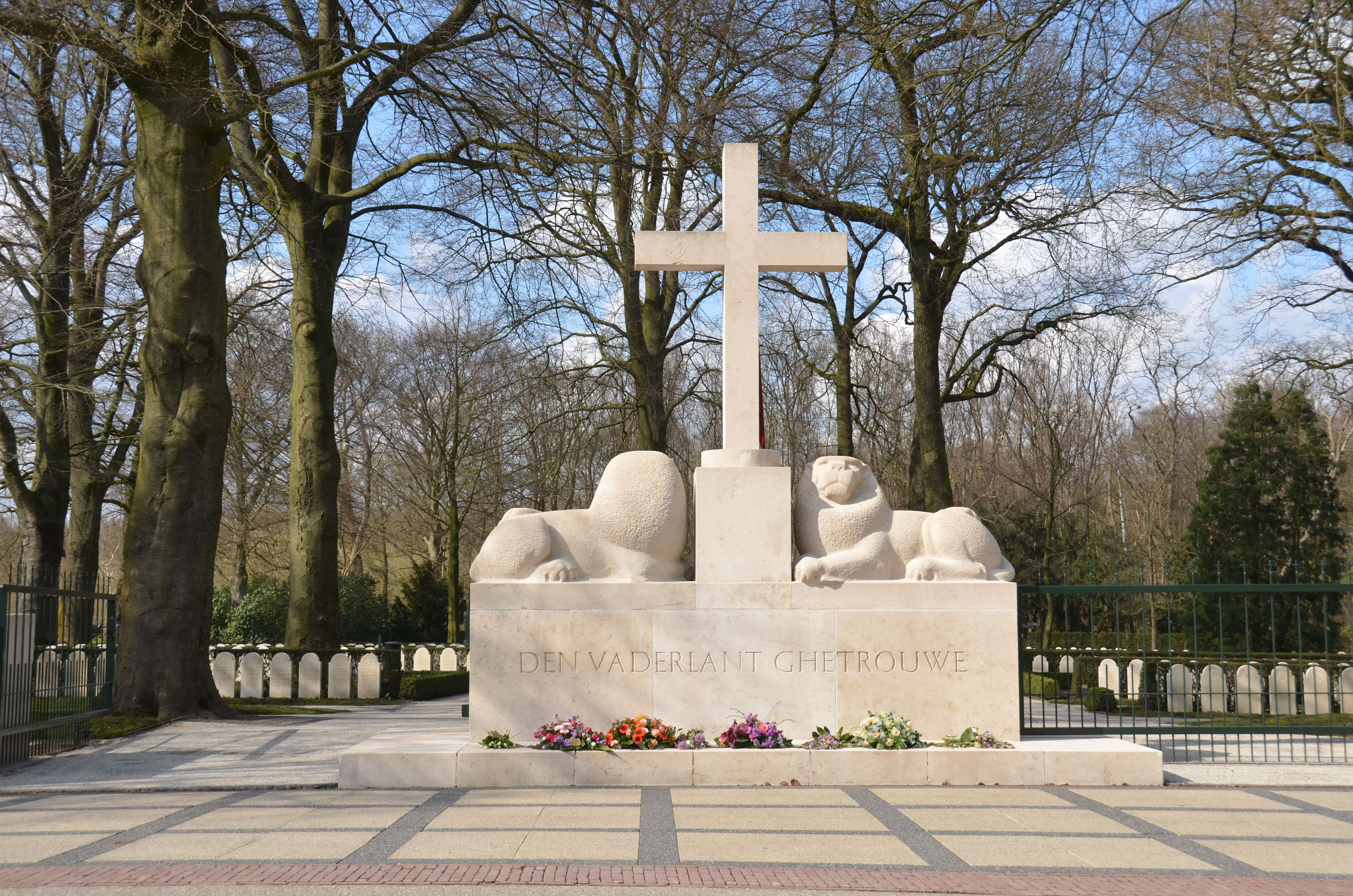
Monument voor de gevallen militairen in mei 1940 op de Grebbeberg
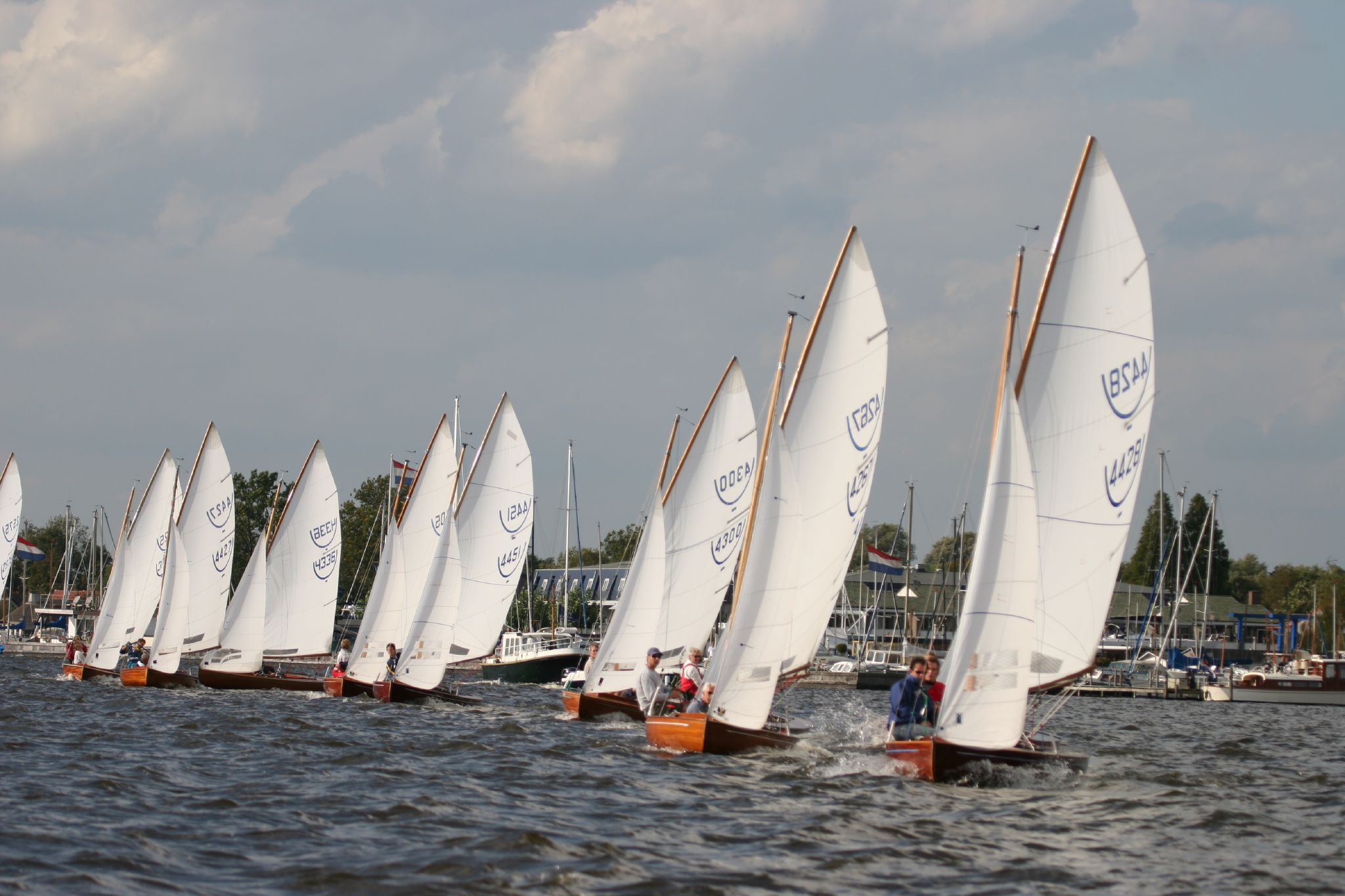
Loosdrechtse Plassen
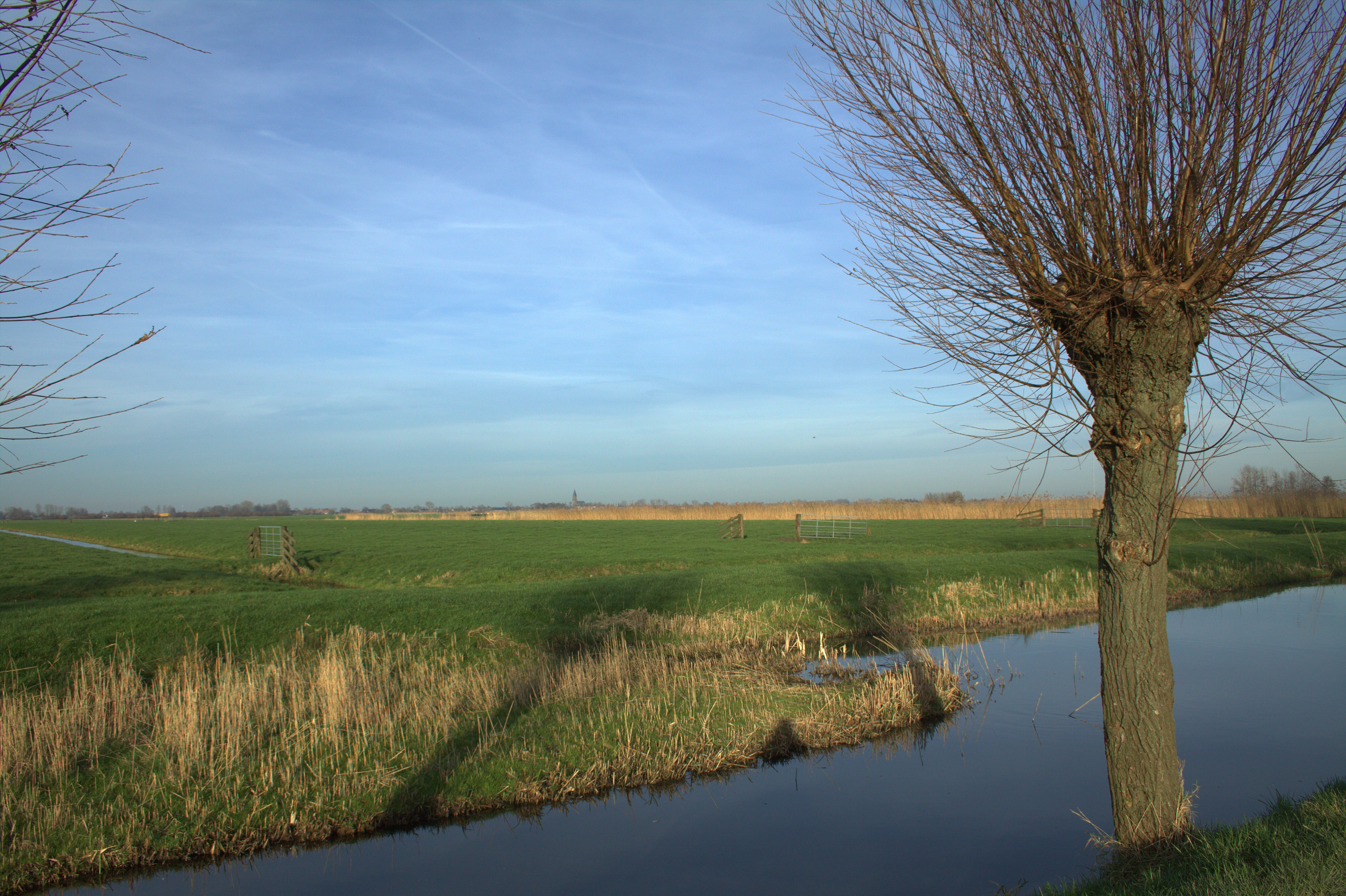
Lopikerwaard
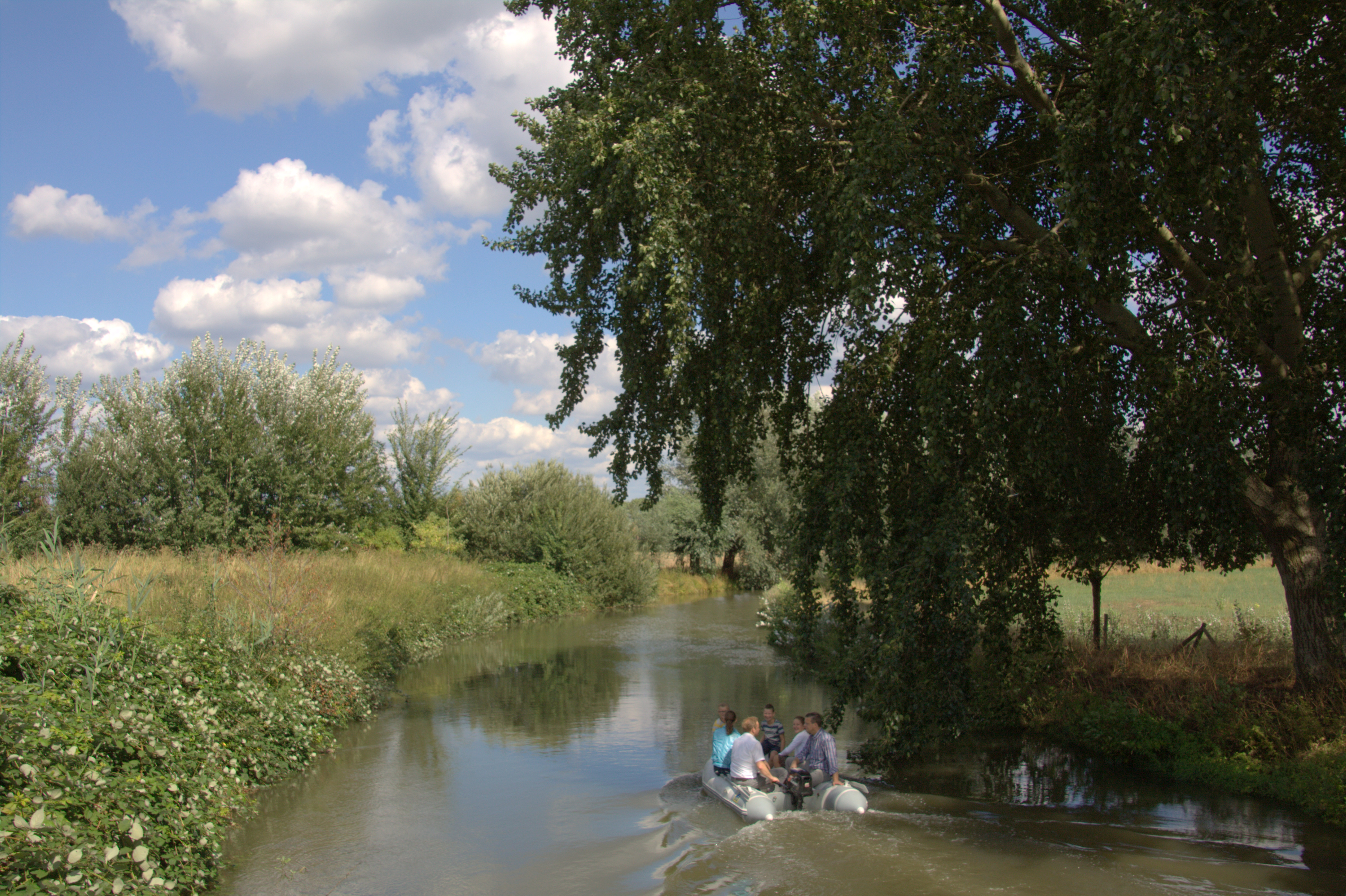
Kromme Rijn
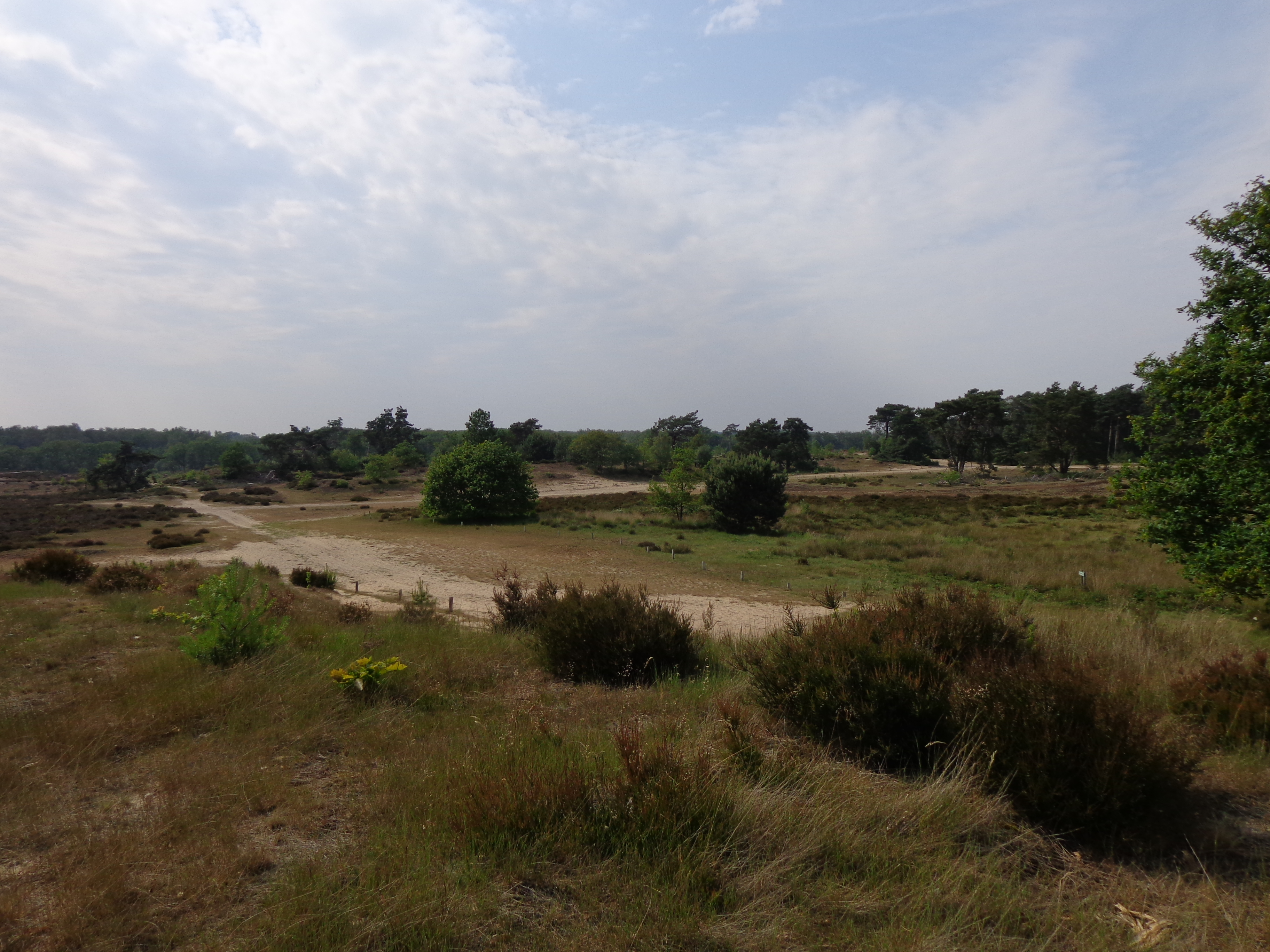
Den Treek Henschoten
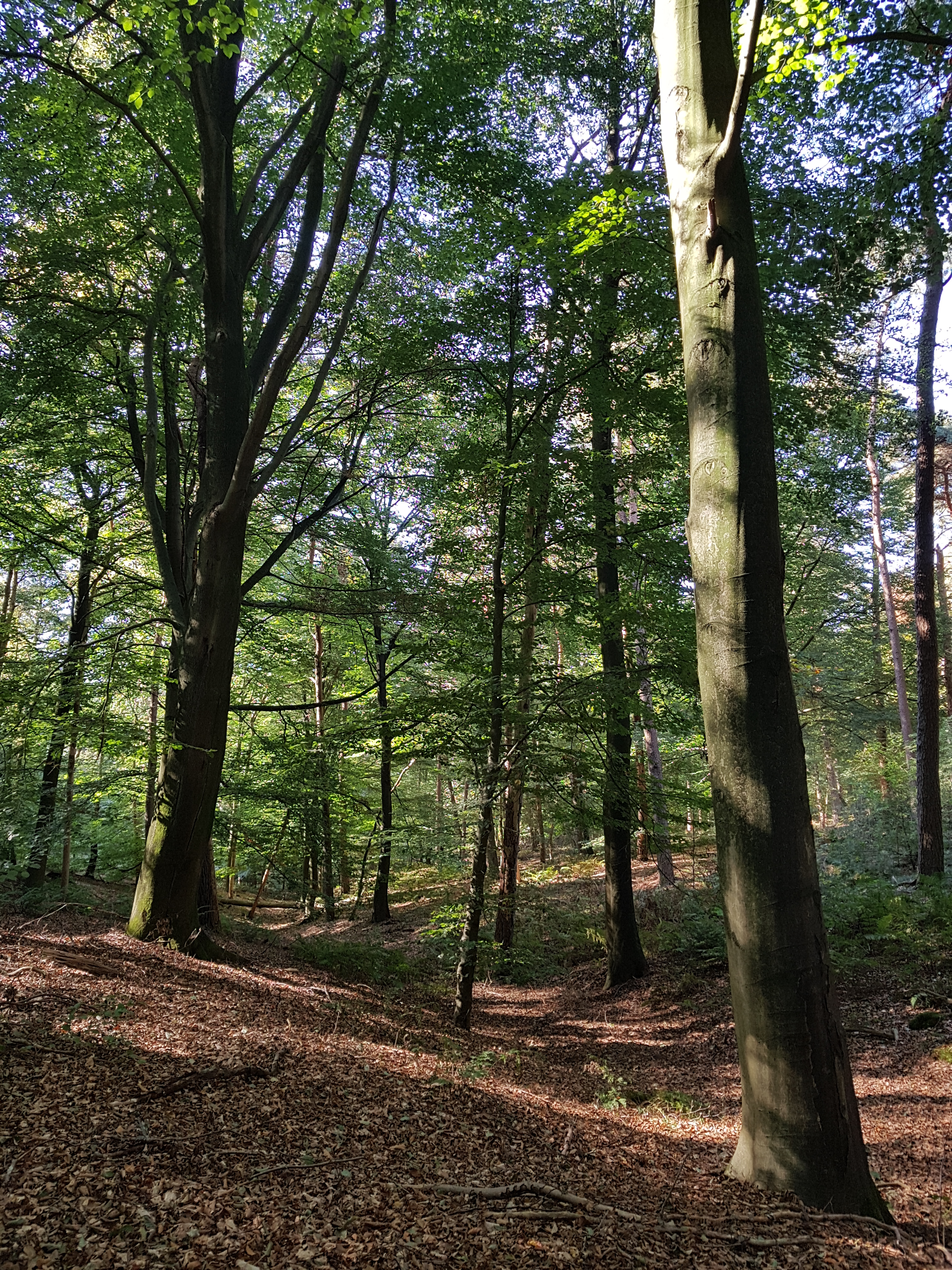
Darthuizerberg